# Karen Marie Kyed Frederiksen
Karen Marie Kyed Frederiksen (geb. Kyed, gesch. Meyer; * 10. Mai 1973) ist eine grönländische Politikerin (Demokraatit) und ehemalige Handballspielerin.

## Leben
Karen Marie Kyed nahm bereits 1988 an der grönländischen Handballmeisterschaft teil. Sie gehörte dem grönländischen Kader bei der Handball-Weltmeisterschaft der Frauen 2001 an. Sie ist ausgebildete Polizistin und nahm 2010 für Dänemark an der Europäischen Polizeimeisterschaft teil. 2011 wurde sie zur grönländischen Sportlerin des Jahres ernannt.
Karen Marie Kyed Frederiksen kandidierte erstmals 2021 bei der Kommunalwahl und erreichte für die Siumut einen Platz im Rat der Kommune Kujalleq. Im Frühjahr 2024 verließ sie gemeinsam mit dem ehemaligen Bürgermeister Simon Simonsen die Partei und schloss sich den Demokraatit an, die zwar in der Kommune nicht angetreten waren, aber seit 2023 durch den Übertritt von Margrethe Thårup Andersen im Kommunalrat vertreten waren. Bei der Parlamentswahl 2025 kandidierte sie erstmals landesweit und erreichte den fünften Nachrückerplatz der Demokraatit, von wo aus sie für die beurlaubten Minister ins Inatsisartut nachrückte. Bei der Kommunalwahl 2025 erreichte sie den ersten Nachrückerplatz.